# Claudine Coster
Claudine Coster, née le 16 février 1939 à Nancy (Meurthe-et-Moselle), est une actrice française.

## Biographie

### Vie privée
Elle fut mariée à l'acteur Robert Manuel, mort en 1995.

## Filmographie

### Cinéma
- 1960 : Touchez pas aux blondes de Maurice Cloche : Priscilla
- 1960 : Dans l'eau... qui fait des bulles ! ou Le Garde-champêtre mène l'enquête de Maurice Delbez : Elena, la maîtresse de Baumann
- 1961 : Cause toujours, mon lapin de Guy Lefranc : Margaret
- 1961 : Le Comte de Monte Cristo de Claude Autant-Lara : Haydée
- 1961 : Les croulants se portent bien de Jean Boyer
- 1962 : Les Veinards de Jean Girault : Virginie, la femme amoureuse au restaurant
- 1962 : Lemmy pour les dames de Bernard Borderie : Françoise
- 1963 : Les Bricoleurs de Jean Girault : Ingrid
- 1964 : Les Gros Bras de Francis Rigaud : Barbara Jones, la danseuse
- 1964 : Et la femme créa l'amour de Fabien Collin : Saphir, la directrice de la galerie
- 1964 : Trafics dans l'ombre, d'Antoine d'Ormesson : Marianne
- 1964 : Les Siffleurs (Viheltäjät) d'Eino Ruutsalo : Elle même
- 1966 : Espions à l'affût de Max Pécas
- 1966 : Le Jardinier d'Argenteuil de Jean-Paul Le Chanois : la patronne de Hilda
- 1967 : L'Homme qui trahit la mafia de Charles Gérard : Isabelle Bianchini
- 1973 : Le Concierge de Jean Girault : Cécile Massoulier
- 1975 : Rêves pornos (ou Le Dictionnaire de l'érotisme) de Max Pécas (Images d'archives)
- 1999 : Recto/Verso de Jean-Marc Longval : Nicky
- 2005 : Olé ! de Florence Quentin : Nora Sonnier
- 2018 : Brillantissime de Michèle Laroque : Claudine

## Émissions de télévision
- 1970 : Au fil des jours : Voici des fruits... des fleurs..., émission d'Aimée Mortimer, réalisation de Yannick Andréi : (chansons)
- 1973 : le Monde merveilleux de Paul Gilson, émission de Frederic Jacques Temple, Nino Frank et Philippe Agostini, réalisation de Philippe Agostini : (chanson)

## Théâtre
- 1959 : Ange le Bienheureux de Jean-Pierre Aumont, mise en scène Jacques Charon, Théâtre des Célestins
- 1959 : Le Prince de Papier de Jean Davray, mise en scène Jacques Charon, Théâtre des Mathurins
- 1959 : Les croulants se portent bien de Roger Ferdinand, mise en scène Robert Manuel, Théâtre Michel
- 1961 : OSS 117 de Jean Bruce, mise en scène Robert Manuel, Les deux masques
- 1966 : Ce soir à Samarcande de Jacques Deval, mise en scène Jean Piat, Théâtre de Paris
- 1969 : S.O.S. Homme seul de Jacques Vilfrid, mise en scène Michel Vocoret, Théâtre des Nouveautés
- 1972 : Le Plaisir conjugal d'Albert Husson, mise en scène Robert Manuel, Théâtre de la Madeleine
- 1976 : Les Deux Vierges de Jean-Jacques Bricaire & Maurice Lasaygues, mise en scène Robert Manuel, Théâtre des Célestins
- 1978 : Voyage à trois de Jean de Létraz, Festival de Saint-Jean-de-Monts
- 1981 : Barnum de Michael Stewart, musique Cy Coleman, mise en scène Yves Mourousi, direction musicale Frank Bacri
- 1982 : Le Retour du héros de Maurice Blum, Théâtre Tristan-Bernard
- 1983
- Balle de match d'Alain Bernier et Roger Maridat, mise en scène Dominique Nohain, Théâtre Tristan-Bernard
- 1984: My Fair Lady Théâtre de Boulogne Billancourt
- 1987 : Ponce Pilate, procureur de Judée de Jean-Marie Pélaprat, mise en scène Robert Manuel, spectacle pour croisière sur le Mermoz
- 1988 : Le Prince de Hombourg de Heinrich von Kleist, mise en scène Jacques Mauclair, Théâtre Mouffetard
- 1991 : À vos souhaits de Pierre Chesnot, mise en scène Francis Joffo, Théâtre Antoine
- 1997 : Les Côtelettes de Bertrand Blier, mise en scène Bernard Murat, Théâtre de la Porte-Saint-Martin
- 2008-2009 : Tout feu tout femme de Bruno Druart, mise en scène Jean-Pierre Dravel et Olivier Macé, Tournée 2008/2009 Franco-Suisse